# Kopparlönn

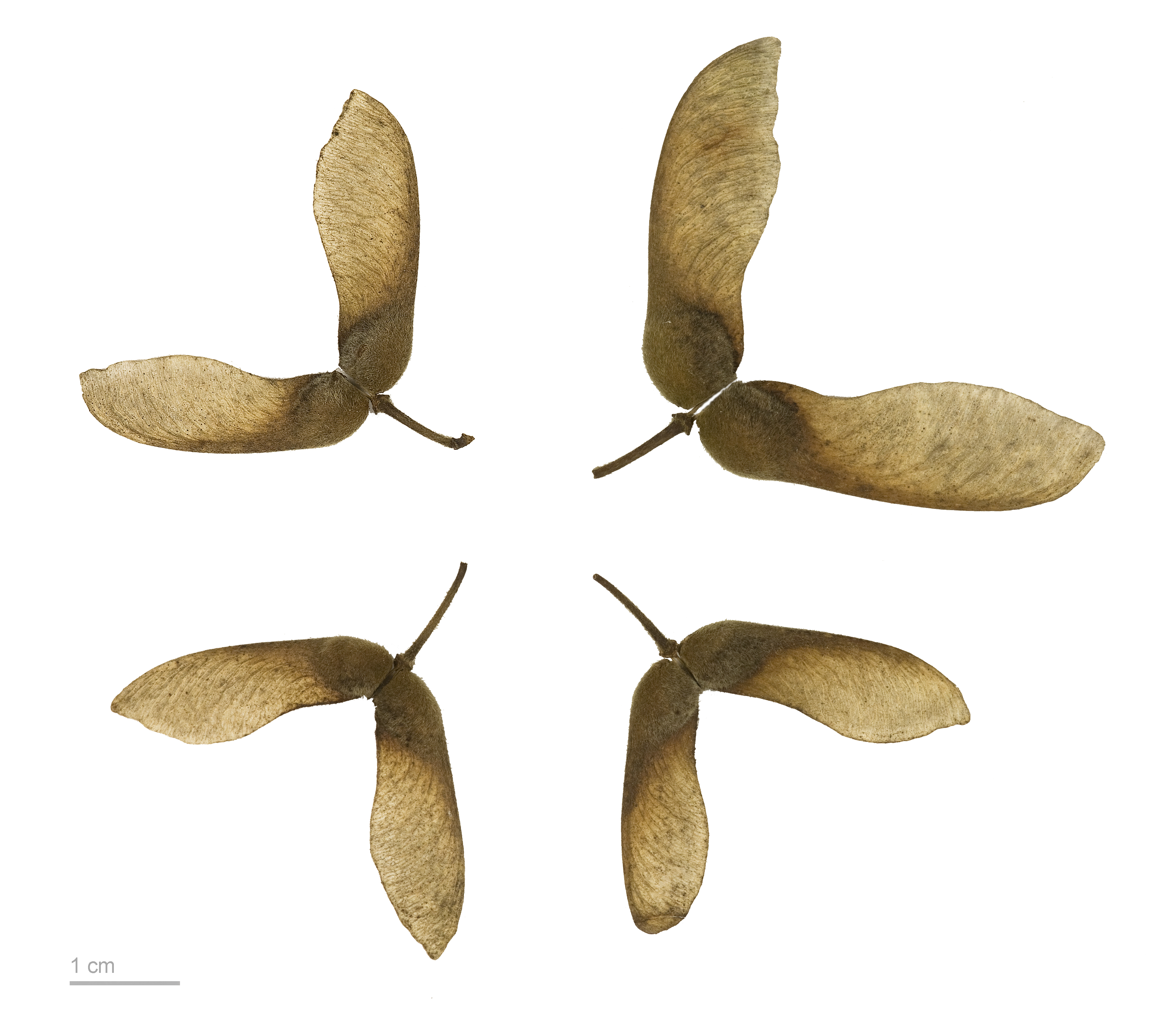
Acer griseum

Kopparlönn (Acer griseum) är ett träd i familjen kinesträdsväxter från centrala Kina.

## Synonymer
Acer nikoense var. griseum Franchet